# اینگونه زاده شده‌ام: ریمیکس
«این‌گونه زاده شده‌ام: رمیکس» آلبومی از هنرمند اهل ایالات متحده آمریکا لیدی گاگا است که در ۱۸ نوامبر ۲۰۱۱ منتشر شد.